# Medetera ruficornis
Medetera ruficornis är en tvåvingeart som beskrevs av Gabriel Strobl 1898. Medetera ruficornis ingår i släktet Medetera och familjen styltflugor. Inga underarter finns listade i Catalogue of Life.